# Constantin Sandu
Constantin Sandu (19 aprile 1977) è uno schermidore rumeno, specializzato nella sciabola.

## Biografia
Nei campionati europei di scherma ha conquistato una medaglia d'oro ai Smirne nel 2006 ,una medaglia d'argento a Bolzano nel 1999 ed una di bronzo a Zalaegerszeg nel 2005, nella gara di sciabola a squadre.

## Palmarès
In carriera ha conseguito i seguenti risultati:
- Europei

Bolzano 1999: argento nella sciabola a squadre.
Zalaegerszeg 2005: bronzo nella sciabola a squadre.
Smirne 2006: oro nella sciabola a squadre.